# آرشي شو
آرشي شو (بالإنجليزية: Archie Shaw)‏ (7 أغسطس 1922 في المملكة المتحدة - 1 يناير 1985) هو لاعب كرة قدم بريطاني (وحمل سابقاً جنسية المملكة المتحدة لبريطانيا العظمى وأيرلندا) في مركز الظهير. لعب مع نادي ماذرويل ورابطة كرة القدم الاسكتلندية الحادية عشر ‏.